# Alina Sorescu
Alina Sorescu (n. 14 de julio de 1986, Bucarest, Rumania) es un cantante y presentadora de televisión rumana. Desde temprana edad, y al igual que su padre, Sorescu se dedicó a la música. Formó parte del grupo infantil Minisong dirigido por el fallecido Ioan Luchian Mihalea. Durante su etapa como cantante en solitario, Sorescu ha grabado cinco álbumes de estudio hasta la fecha.
Tras su éxito musical, Sorescu tuvo la oportunidad de comenzar su carrera televisiva. Trabajó durante ocho años en TVR presentando varios programas, entre ellos el programa veraniego Tonomatul de vacanţă. Sin embargo, Sorescu fue despedida de la cadena de televisión pública tras unas supuestas y polémicas declaraciones sobre trabajadores de la cadena que concursaban en los programas para ganar los premios.

## Carrera musical
Sorescu debutó en un concurso de música en 1994 llamado Children's Music Festival, realizado en Bucarest, donde obtuvo el primer premio. En 1996, revalidó el título en la misma competición, pero esta vez a nivel nacional. En ese mismo año, Sorescu fue elegida para cantar en la ceremonia de clausura del Festival Internacional de Música de Braşov "Golden Stag". A los once años de edad, Alina Sorescu lanzó su primer álbum llamado Voi fi o stea (Voy a ser una estrella), compuesto por Eugen Mihaescu.
En 1999 comenzó una gira por varios países europeos, visitando ciudades de Francia, Italia, Bélgica y los Países Bajos. Sorescu participó en un álbum recopilatorio llamado Ca-ntr-un joc de copil. Sorescu terminó sus estudios musicales y se graduó en la sección de canto por la Escuela Popular de Arte, bajo la dirección del profesor Viorela Filip.
A lo largo de su carrera, la cantante rumana recibió importantes premios como el mencionado primer puesto del Festival de Música para niños de 1994 y la victoria en el Festival Nacional de Música para Niños y Jóvenes de Bucarest (1996). Sorescu fue nominada a los premios Bravo Otto por la Mejor cantante joven pop, en 2001; y a los MTV Video Award por el Mejor vídeo femenino en 2002 y 2003.
Entre sus sencillos más exitosos destacan "Volcea De La Radio", "Te Iubesc", "Shalala" o "De Ce Ma Minti".

### Discografía
- Voi fi o stea - 1997
- Alina - 2000
- În fața ta - 2001
- Vrei altceva - 2002
- În al 9-lea cer - 2004

## Carrera en televisión
Debido a su éxito musical, espontaneidad y facilidad de lenguaje, Alina Sorescu fue señalada como una posible presentadora de televisión con probabilidades de éxito, por lo que la oportunidad de desarrollar una carrera en televisión no se hizo esperar. Los productores y los organizadores de televisión rumanos no dudaron en dar a Sorescu la oportunidad de convertirse en una de las más jóvenes presentadoras de espectáculos y entretenimiento.
En televisión, Alina Sorescu comenzó a colaborar en la puesta en marcha de Ploaia de stele ("Lluvia de estrellas") para TVR1 donde ocupó el cargo de copresentadora junto a Cosmin Cernat. Después, Sorescu pasó a presentar otros programas como Vacanţă în stil mare, Ora fără catalog, Portativul piticilor, Miss Plaja o Matinal de vacanţă. También protagonizó eventos especiales entre los que destacan la Gala de Año Nuevo 2003, el Festivalul Internaţional Cerbul de Aur 2003 y 2008, Mamaia Copiilor 2004 y 2007, Superlativele Tinereţii 2003, 2004 y 2005; Selecţia Naţională Eurovision 2003 y 2008 (programa en el que se seleccionaron a los representantes rumanos para Eurovisión), Callatis 2004 y 2008 (con Gabriel Cotabiţă), Festivalul Internaţional Golden Star 2003 y 2004; Selecţia Naţională Eurovision Junior 2004, 2005, 2006 y 2008; Magia Iernii 2007 o Dinamo 60 de ani 2008; entre otros.
En 2007 presentó el programa Imprevizibilii en Kanal D con el actor Marius Florea Vizante y continuó durante toda la temporada siguiente.
Así, en 2008 aceptó una oferta de la televisión pública TVR2 para presentar el programa matinal veraniego Tonomatul de vacanţă ("Tocadiscos de vacaciones") en las playas de Costineşti.

### Despido de TVR
El 15 de enero de 2010, Alina Sorescu fue despedida de TVR tras unas supuestas declaraciones en las que la cantante y presentadora rumana aseguraba que los trabajadores de la cadena pública participaban en los concursos y programas para ganar premios. En ese momento, Sorescu presentaba el programa Întâlnirea DP2 en TVR2, pero tras las polémicas declaraciones que se le atribuyeron, Sorescu dejó de ser la presentadora del programa y su contrato con TVR fue rescindido de inmediato.
Tras saltar la polémica, TVR emitió un comunicado en el que aseguraron que "por ahora, Alina Sorescu no ha confirmado ni negado la información de la prensa y la investigación interna sigue su curso", y añadió que, de ser ciertas las declaraciones, "TVR dejaría de trabajar con Alina Sorescu porque sus palabras han dañado la imagen de la televisión rumana". Posteriormente, Alina Sorescu declaró que las declaraciones aparecieron en un programa de televisión y en un periódico, pero ella aseguró no haber pronunciado nunca esas palabras: "Yo nunca he dicho nada acerca de que mis colegas participasen en las competiciones de los programas para hacerse con los premios. No sé quién ha inventado estas declaraciones". La cantante aseguró que el periodista que lo escribió no quiso revelar la fuente de estas informaciones. También afirmó que, durante toda la polémica, ella se encontraba fuera del país y que, a su llegada, fue preguntada con sorpresa por lo que había hecho: "Todo pasó de la televisión a un artículo en un periódico como un mero bulo; el decir que la entrega de premios no se hacía de forma correcta. ¿Dónde y quién firmó esas declaraciones sí no fue durante una entrevista conmigo?".
La cadena de televisión pública rumana procedió a rescindir el contrato de Sorescu, pero la cantante decidió no emprender acciones legales contra TVR porque "no quiero discutir con nadie, yo no quiero guerra con nadie", pese a que nunca fue informada, de manera oficial y por parte de TVR, de la rescisión de su contrato. "Nunca se dirigieron a mí de manera oficial, me enteré por la prensa. He trabajado ocho años allí, he trabajado bien con estas personas, las respeto y espero lo mismo de ellos".
El puesto que Alina Sorescu venía ocupando en el programa Întâlnirea DP2 fue reemplazado por Cosmina Păsărin y Dalia Puşcă, tras superar ambas un casting en el que TVR2 buscaba sustituta para la cantante. Pese a contar con sustitutas y haberse vuelto a centrar en su faceta musical, Surescu ha llegado a reconocer que no tendría ningún inconveniente en volver a trabajar en televisión e incluso con TVR, ya que "no estoy enfadada con ellos, a pesar de la injusticia cometida. Estaría de acuerdo en volver, pero sólo si me proponen un programa en TVR1, no en TVR2, y que tenga un formato diferente. No he planeado ningún tipo de venganza, no es momento de rencores. El golpe fue doloroso, lo superé y estoy preparada para lo que venga".

## Vida personal
Alina Sorescu está licenciada en la Facultad de Sociología por la Universidad de Bucarest en 2008 y en la Facultad de Comunicación y Relaciones Públicas por la Escuela Nacional de Estudios Políticos y Administrativos, también en la capital rumana. En octubre de 2008, se incorporó con éxito al máster de Marketing y Publicidad por la Facultad de Sociología de la Universidad de Bucarest.
Sorescu ha mantenido alejada su vida personal de la profesional, pero, y pese a ello, la cantante de Bucarest recibió el título de "la última virgen del mundo del espectáculo" por los medios de comunicación rumanos. Sorescu se muestra orgullosa de "cómo soy y cómo he construido mi carrera" y rechaza abiertamente la probabilidad de posar desnuda para sesiones fotográficas, revistas o cualquier tipo de material pornográfico. En octubre de 2009 y con 23 años de edad, Sorescu aceptó casarse con su novio, el diseñador Alexander Ciucu, cuyo enlace se producirá en verano de 2010.
Tras su paso por el mundo de la televisión, Sorescu admitió que había dejado aparcado su lado musical para dedicarse enteramente a las cámaras porque "es normal que cuando haces más de una actividad dejes una en un nivel inferior". Sorescu reconoce su pasión por la televisión, pero no necesariamente por encima de la música: "El mundo me ha oído cantar. Llevo en los escenarios desde los 4 años, es como mi segunda naturaleza. La televisión vino a ampliar mis actividades musicales, pero me di cuenta que me gustaba y mucho. No creo que haya un momento en que puedas decir únicamente 'ahora hago música, ahora hago televisión'. Creo que puedes combinarlos. Depende, por supuesto, del momento, de las oportunidades que se te estén mostrando, como fue mi caso en los últimos dos años en los que me dediqué a la televisión". Actualmente Alina es quien lleva las riendas de su vida profesional, por lo que su padre dejó de ser su mánager personal.